# کاستلو ۱۷۰۲۴
سیارک ۱۷۰۲۴ (به انگلیسی: 17024 Costello، نامگذاری:1999EJ5) هفده هزار و بیست و چهارمین سیارک کشف شده‌است که در ۱۵ مارس ۱۹۹۹ کشف شد.
قدر مطلق سیارک برابر ۱۴٫۹۰ است.